# 营救风暴
《营救风暴》（英語：Red Storm）是一部2019年马来西亚动作片。讲述一名保镖，一名警察和其队伍必须合作，瓦解在马来西亚据点的人口贩卖集团，从而救出被绑架的富家千金和其他人质。由蔡业翰執導，主演包括程旭輝、蔡业翰、許亮宇、陈慧敏、张博楠、李艾瑾。
本片于2019年3月28日在大马与文莱上映。

## 劇情
中国的富豪千金汝楠（李艾瑾 饰）一直是人口贩卖集团的目标。当她来马来西亚时，她的父亲派出中国前军人洪鹏（张博楠 饰）来担任她的保镖；马来西亚警方同时還指派了技術高超的警官阿补（蔡业翰 饰）协助。阿补刚在上一次任务中失败，隊員们也因而丧生，他正在尝试解开这起事件背后的阴谋。这时，汝楠突然被其中一个亚洲最大的人口贩卖集团绑架。两人与其队伍现在必须联手打击人贩子集团，并救出汝男与其他人质。

## 演员
- 程旭辉
- 张博楠
- 李艾瑾
- 许亮宇
- 蔡业翰
- 陈慧敏
- Tony Eusoff

## 製作
本劇的聯合導演由動作導演Abi Salimin擔任。主演包括新加坡演員程旭輝，馬來西亞演員許亮宇，陈慧敏和蔡业翰导演本身，以及來自中國大陸的演员张博楠與李艾瑾。本劇製作費耗資大約350萬令吉（500萬人民幣），並在吉隆坡和森美蘭州波德申拍攝。本片也将计划于中国大陆上映。

## 资料
1. ↑  . 南洋商报. 2018年6月20日  [2019年3月16日]. （原始内容存档于2019年3月27日）.
2. ↑  . 南洋商报. 2019年3月27日  [2019年3月26日]. （原始内容存档于2019年3月27日）.
3. ↑  . 中国报. 2019年3月26日  [2019年3月26日]. （原始内容存档于2019年3月26日）.
4. ↑  . 中国报. 2018年6月21日  [2019年3月26日]. （原始内容存档于2019年3月27日）.
5. ↑  . Big Post大时报.   [2019-03-21]. （原始内容存档于2018-06-26）.
6. ↑  . 光华日报.   [2019-03-16]. （原始内容存档于2019-03-27）.